# 劉吉人
劉吉人（Frank Liu），高中三年級時開始到台灣美國無線電公司工廠做作業員，並曾從事賣燈、賣磁磚、賣收錄音機、賣太陽眼鏡及做印刷廠業務等臨時工作。1978年由東吳大學政治系畢業，美國加州州立大學商學學士、企管碩士，曾任美國加州商業銀行總行助理經理、富蘭克林證券投資顧問公司總裁、東吳大學校友總會理事長、中華文化總會副會長，是前中華民國財政部部長錢純的女婿。
2004年9月，成立「富蘭克林劉吉人獎助學金」。2008年5月，代表捐贈東吳大學新臺幣1億元成立「東吳大學富蘭克林雙學位獎學金」作為人文社會學院學生雙修商學院之獎學金，是東吳大學在台復校53年來金額最高的一筆捐款。

## 經歷

### 曾任
- 富蘭克林基金承銷公司國際市場發展部經理
- 富蘭克林證券投資顧問股份有限公司董事長暨總經理
- 坦伯頓國際股份有限公司中國首席代表暨董事總經理

### 現任
- 吉立富投資諮詢（上海）有限公司董事總經理
- 安慶集團有限公司董事總經理
- 富坦中國私募基金公司合夥人、董事總經理

## 註腳
1. ↑  戴蘊如. . 《東吳校友》第6期. 2004-12  [2018-11-24]. （原始内容存档于2020-02-19）.
2. ↑  曾嬿卿. . 《財訊雙週刊》第518期. 2016-12-14  [2018-07-02]. （原始内容存档于2019-05-14）.

## 外部連結
- 兼具理智與感性，創造金融傳奇 ——美商富蘭克林投顧公司總裁劉吉人 （页面存档备份，存于）